# 道入庵
道入庵 （どうにゅうあん）は、千葉県船橋市前原にある寺院である。

## 概要
道入庵は前原地区にある唯一の寺院である。もともと前原新田を開発した人々は前原新田周辺の出身地域（村）の寺院を菩提寺としていたため、同地区には寺院は一つもなかった。道入庵は前原共同墓地での法事の便のために建てられた御堂が始まりである。現在の本堂は木造1階で、1931年（昭和6年）建てられたものである。1873年（明治6年）には現在の船橋市立前原小学校の前身である前原尋常小学校が同寺院内に設立されたという歴史がある。
境内には二宮小学校前から移設された延命地蔵（1675年（延宝2年）に建立）が祀られている。地蔵の胸・袖・背には以下のような前原新田の開発の由来を記した銘文が刻まれている。

## 所在・交通
- 千葉県船橋市前原3-861番地
  - 京成松戸線前原駅から徒歩7分

## 画像

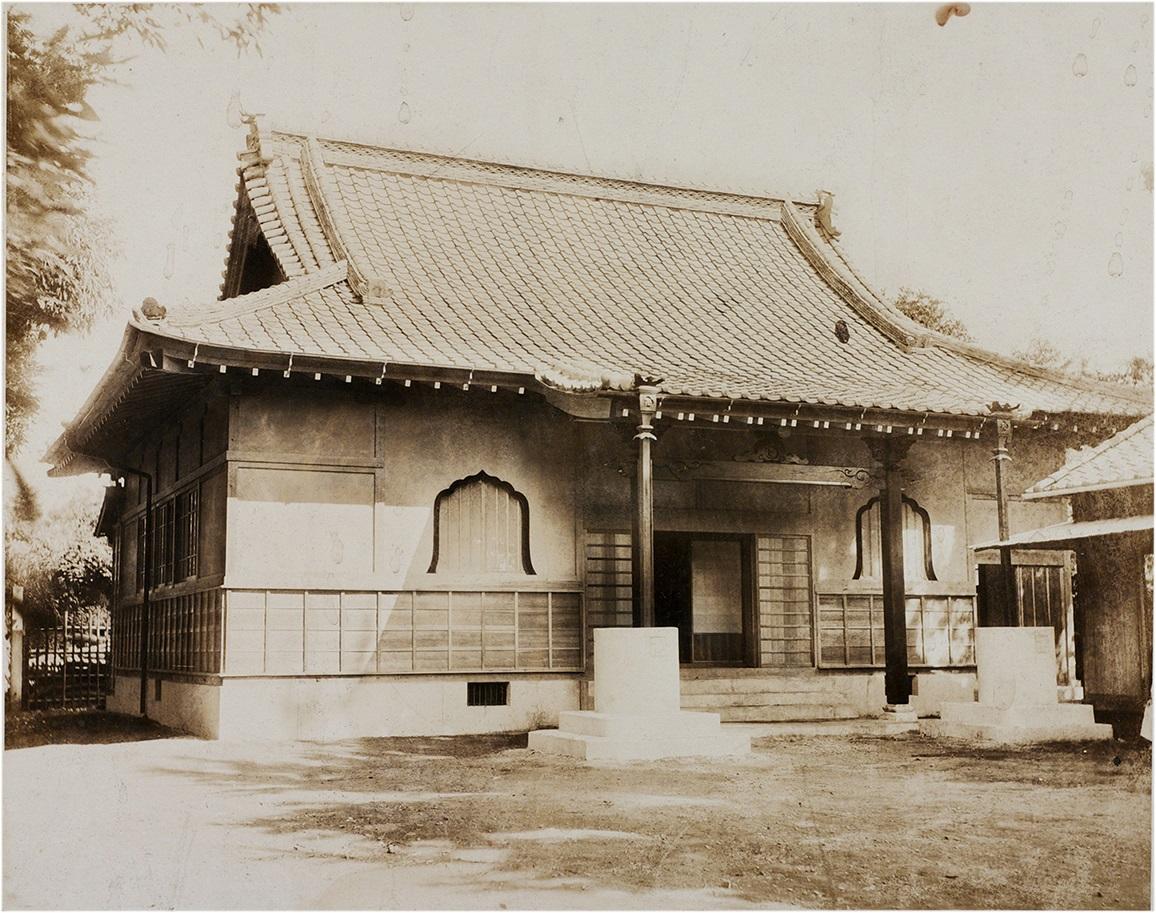
1931年（昭和6年）の写真